# East Lagoon Island
East Lagoon Island (englisch für Östliche Laguneninsel) ist eine Insel westlich der Antarktischen Halbinsel. In der Gruppe der Léonie-Inseln liegt sie etwa 1,1 km westlich von Anchorage Island in der Ryder Bay an der Südostküste von Adelaide Island.
Das UK Antarctic Place-Names Committee benannte sie 2018 in Relation zur geographischen Lage von West Lagoon Island.